# أدولفو دياز
أدولفو دياز (بالإسبانية: Adolfo Díaz Recinos)‏ (و. 1875 – 1964 م) هو سياسي من نيكاراغوا ولد في ألاخويلا.